# Wandelroute GRP123

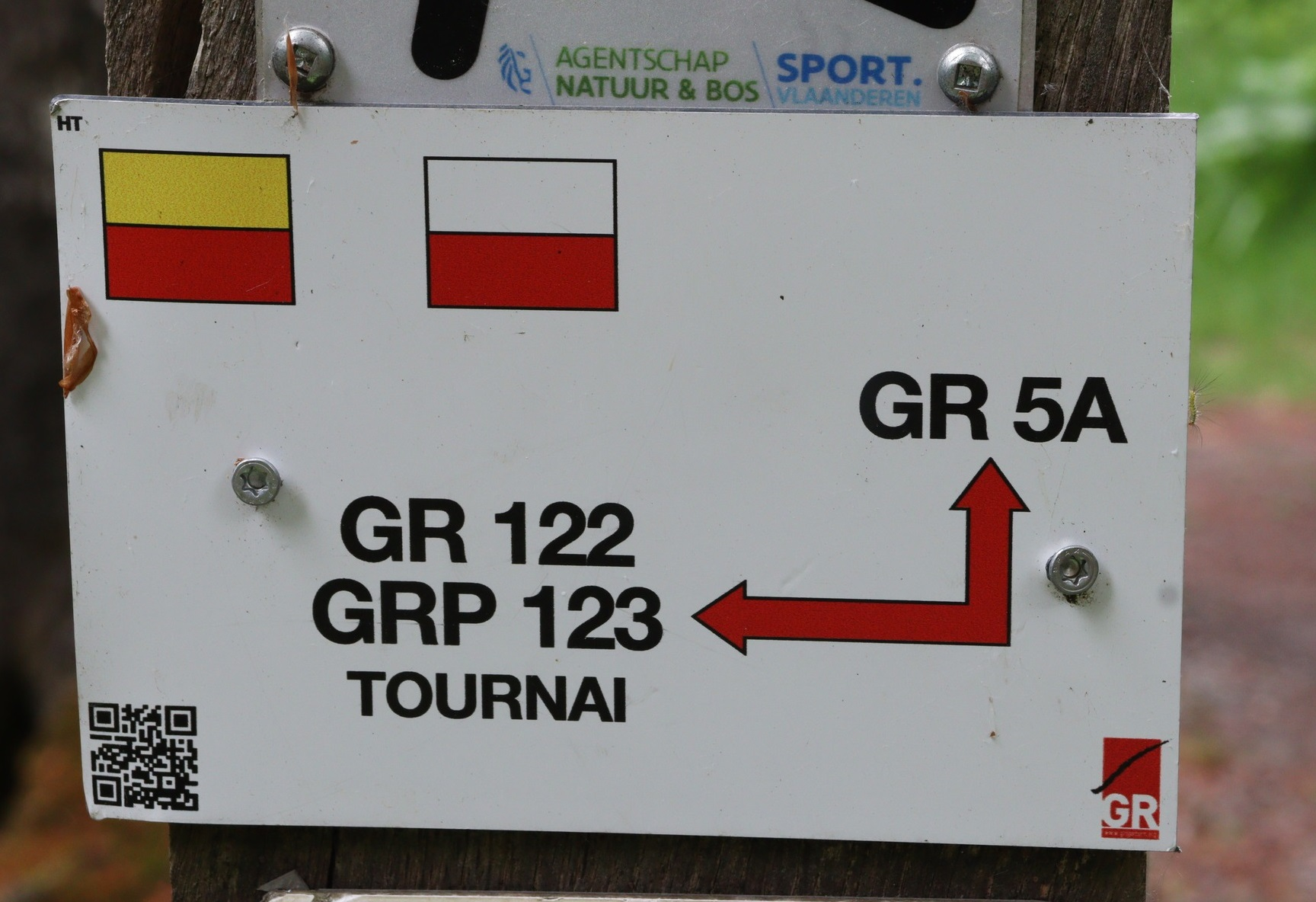
GRP123

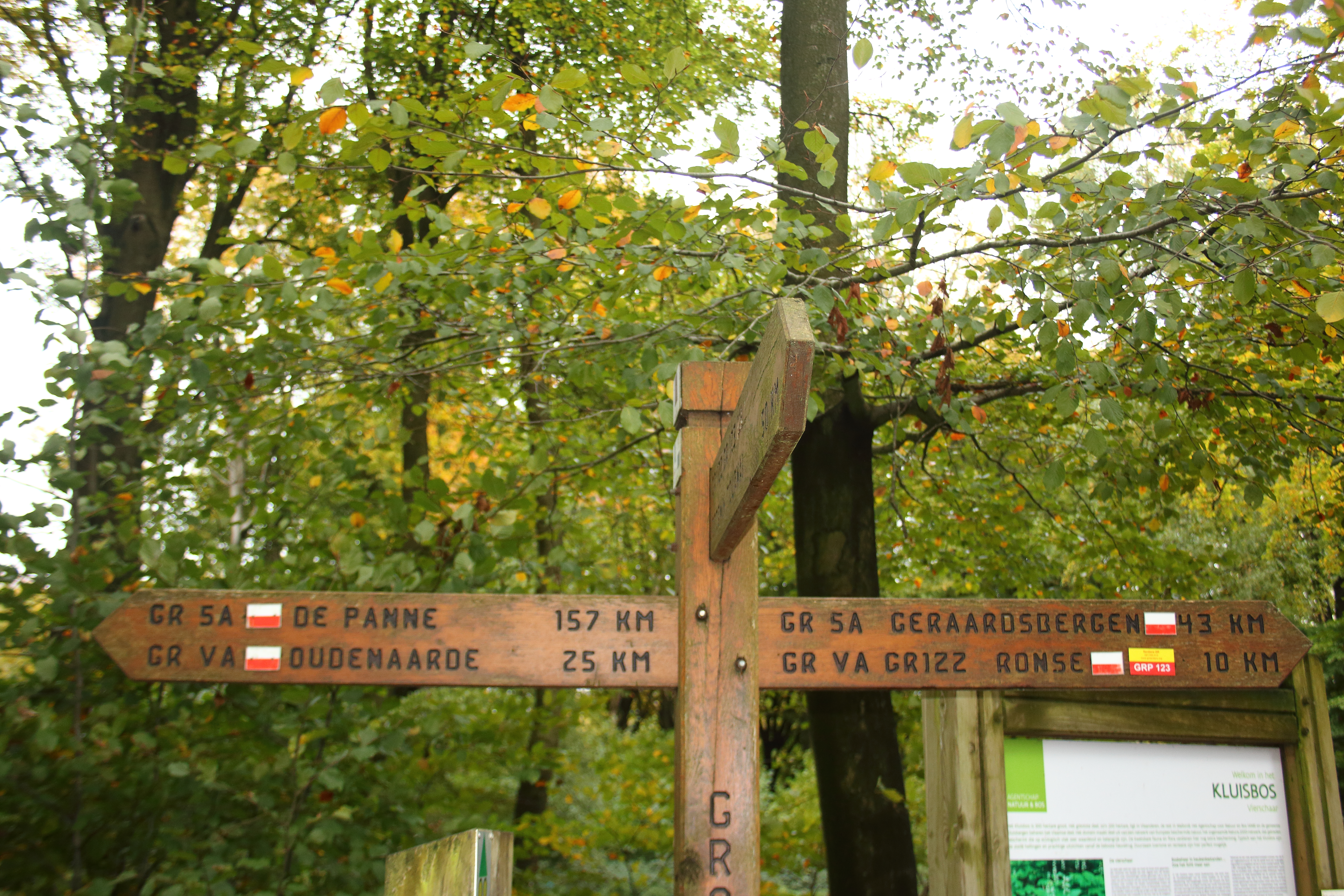

De wandelroute GRP123, als streekpad (GRP, Streek-GR) ook wel aangeduid als Tour de la Wallonie Picarde, is in totaal 258 kilometer lang en loopt in lusvorm van Doornik tot Doornik in Picardisch Wallonië. Het GR-pad loopt door het Natuurpark Pays des Collines (Tournibois, Livierenbos, D'Hoppebos, Bois d'Hubermont, Kluisbos) en het Natuurpark Scheldevlakten (Bos van Stambruges) en door het Akrenbos, Bois Bara, het Bos van Edingen en het Bois de Silly. De GRP123 loopt ook een stukje door Frankrijk (Bos van Bon-Secours, Bos van Flines). De GRP123 loopt 110 kilometer samen met de GR122.